# Hê
Hê, hé ou he ה, é a quinta letra de vários abjads semíticos, assim como o ʾdal ﺍ do alfabeto árabe e o ʾdãlet  do alfabeto fenício.